# Metaseiulus edwardi
Metaseiulus edwardi är en spindeldjursart som först beskrevs av Chant och Yoshida-Shaul 1983.  Metaseiulus edwardi ingår i släktet Metaseiulus och familjen Phytoseiidae. Inga underarter finns listade i Catalogue of Life.